# 大樹房
大樹房，是台灣屏東縣恆春鎮的一個傳統地域名稱，位於該鎮南部偏西地帶。相較於今日行政區，其範圍大致包括大光里不含東北端及西南端、水泉里北半葉的東部邊界地帶及南半葉的東北部邊界地帶、龍水里南部邊界地帶中段、南灣里西南端。
本地區境內主要聚落為大樹房、沙尾堀，設有大光國小。台灣電力公司第三核能發電廠的西半部位於本地區。

## 歷史
台灣日治初期，大樹房地區為一街庄，稱為「大樹房庄」（舊制街庄），隸屬於德和里。該庄昔日北與龍泉水庄為鄰，東邊北段與鼻仔頭庄為鄰，東邊中至南段及東南邊臨巴士海峽，西南邊及西邊為水泉庄。
1901年（日治明治三十四年）11月11日，全台廢縣廳改設二十廳，該庄隸屬於恆春廳。1904年（明治三十七年）5月1日，該庄編入「龍泉水區」，隸屬於恆春廳。1909年（明治四十二年）10月25日，全台合併二十廳為十二廳，龍泉水區改隸屬於阿緱廳。1920年（大正九年）10月1日，全台地方制度大改正，廢十二廳改設五州二廳，該庄改制為「大樹房」大字，隸屬於高雄州恆春郡恆春庄（新制街庄）。1940年（昭和十五年）6月17日，恆春庄改制為恆春街。
戰後恆春街改制為恆春鎮，隸屬於高雄縣，大字亦改制為里。1950年（民國39年）10月1日，高、屏分治，恆春鎮改隸屬於屏東縣。
相較於今日行政區，本地區的範圍大致包括大光里不含東北端及西南端、水泉里北半葉的東部邊界地帶及南半葉的東北部邊界地帶、龍水里南部邊界地帶中段、南灣里西南端。

## 聚落
本地區發展較早的聚落為大樹房、沙尾堀（砂尾堀，已向東遷移）、大乳乳（大汝汝，已消失），在日治期初期的官方地圖上已有記載。

## 交通
鄉道屏166線是樹林至砂尾堀的道路，其東側端點（終點）位於本地區北部、沙尾堀聚落的砂尾路路口。

## 學校
- 大光國小

## 發電廠
- 台灣電力公司第三核能發電廠（部分）

## 產業及運動休閒
- 後壁湖漁港
  - 後壁湖遊艇港